# Richardiidae
Famille
Les Richardiidae sont une famille de diptères.

## Taxonomie
Selon les sources l'auteur de ce taxon est Hermann Loew en 1868, William Appleton Snow en 1896 ou Friedrich Georg Hendel en 1916 paramètre de Bioref « uBIO » non reconnu .

## Liste des genres
Selon Catalogue of Life (31 mai 2019) :
- genre Acompha
- genre Antineuromyia
- genre Automola
- genre Batrachophthalmum
- genre Beebeomyia
- genre Cladiscophleps
- genre Coilometopia
- genre Coniceps
- genre Epiplatea
- genre Euolena
- genre Hemixantha
- genre Johnrichardia
- genre Macrostenomyia
- genre Maerorichardia
- genre Megalothoraca
- genre Melanoloma
- genre Neoidiotypa
- genre Ocaenicia
- genre Odontomera
- genre Odontomerella
- genre Oedematella
- genre Omomyia
- genre Ozaenina
- genre Paneryma
- genre Poecilomyia
- genre Richardia
- genre Richardiodes
- genre Sepsisoma
- genre Setellia
- genre Setellida
- genre Spheneuolena